# Giải vô địch cờ vua thế giới 1984

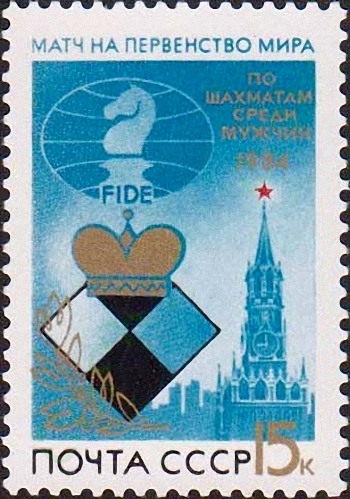
Một con tem của Liên Xô dành riêng cho Giải vô địch cờ vua thế giới 1984

Giải vô địch cờ vua thế giới 1984 là trận đấu giữa người thách đấu Garry Kasparov và đương kim vô địch Anatoly Karpov tại Moscow từ ngày 10 tháng 9 năm 1984 đến ngày 15 tháng 2 năm 1985 cho danh hiệu Giải vô địch cờ vua thế giới. Sau 5 tháng và 48 trận đấu, trận đấu đã bị hủy bỏ trong hoàn cảnh gây tranh cãi với Karpov dẫn 5-3 (với 40 trận hòa), và được tổ chức lại trong Giải vô địch cờ vua thế giới 1985.

## Các giải Liên khu vực 1982
Ba giải đấu Liên khu vực đã được tổ chức. Mỗi giải chọn hai kỳ thủ đứng đầu dự Giải đấu Ứng viên. Zoltán Ribli vô địch giải liên khu vực Las Palmas, xếp trên cựu vua cờ 61 tuổi Vasily Smyslov. Kasparov, 19 tuổi vào thời điểm đó, đã giành chiến thắng tại giải liên khu vực Moskva đầy thuyết phục với khoảng cách 1 điểm trước á quân Alexander Beliavsky. Tại giải liên khu vực Toluca, Lajos Portisch và Eugenio Torre cùng vô địch.
|    |                             | Rating | 1 | 2 | 3 | 4 | 5 | 6 | 7 | 8 | 9 | 10 | 11 | 12 | 13 | 14 | Total | Tie break |
| -- | --------------------------- | ------ | - | - | - | - | - | - | - | - | - | -- | -- | -- | -- | -- | ----- | --------- |
| 1  | Zoltán Ribli (Hungary)      | 2580   | - | 1 | ½ | 1 | ½ | ½ | 1 | ½ | ½ | ½  | ½  | 1  | 1  | ½  | 9     |           |
| 2  | Vasily Smyslov (Liên Xô)    | 2565   | 0 | - | 1 | 0 | ½ | ½ | ½ | ½ | 1 | 1  | 1  | ½  | 1  | 1  | 8½    |           |
| 3  | Mihai Suba (Romania)        | 2525   | ½ | 0 | - | 0 | ½ | 1 | 1 | 1 | ½ | 1  | 1  | ½  | 1  | 0  | 8     |           |
| 4  | Vladimir Tukmakov (Liên Xô) | 2555   | 0 | 1 | 1 | - | 1 | ½ | ½ | 0 | 1 | ½  | 0  | ½  | ½  | 1  | 7½    | 48.00     |
| 5  | Tigran Petrosian (Liên Xô)  | 2605   | ½ | ½ | ½ | 0 | - | 1 | ½ | ½ | ½ | 1  | ½  | 1  | ½  | ½  | 7½    | 47.00     |
| 6  | Jan Timman (Hà Lan)         | 2600   | ½ | ½ | 0 | ½ | 0 | - | ½ | 1 | 1 | ½  | 0  | ½  | ½  | 1  | 6½    | 39.25     |
| 7  | Bent Larsen (Đan Mạch)      | 2595   | 0 | ½ | 0 | ½ | ½ | ½ | - | 0 | 0 | ½  | 1  | 1  | 1  | 1  | 6½    | 37.50     |
| 8  | József Pintér (Hungary)     | 2550   | ½ | ½ | 0 | 1 | ½ | 0 | 1 | - | 0 | ½  | ½  | ½  | ½  | ½  | 6     | 39.25     |
| 9  | Jonathan Mestel (Anh)       | 2540   | ½ | 0 | ½ | 0 | ½ | 0 | 1 | 1 | - | 0  | 1  | ½  | 0  | 1  | 6     | 36.00     |
| 10 | Lev Psakhis (Liên Xô)       | 2615   | ½ | 0 | 0 | ½ | 0 | ½ | ½ | ½ | 1 | -  | ½  | ½  | ½  | 1  | 6     | 35.00     |
| 11 | Lars Karlsson (Thụy Điển)   | 2505   | ½ | 0 | 0 | 1 | ½ | 1 | 0 | ½ | 0 | ½  | -  | ½  | ½  | ½  | 5½    | 35.25     |
| 12 | Slim Bouaziz (Tunisia)      | 2360   | 0 | ½ | ½ | ½ | 0 | ½ | 0 | ½ | ½ | ½  | ½  | -  | ½  | 1  | 5½    | 32.75     |
| 13 | Jaime Sunye Neto (Brazil)   | 2500   | 0 | 0 | 0 | ½ | ½ | ½ | 0 | ½ | 1 | ½  | ½  | ½  | -  | 1  | 5½    | 31.25     |
| 14 | Walter Browne (Mỹ)          | 2590   | ½ | 0 | 1 | 0 | ½ | 0 | 0 | ½ | 0 | 0  | ½  | 0  | 0  | -  | 3     |           |
|    |                                  | Rating | 1 | 2 | 3 | 4 | 5 | 6 | 7 | 8 | 9 | 10 | 11 | 12 | 13 | 14 | Total | Tie break |
| -- | -------------------------------- | ------ | - | - | - | - | - | - | - | - | - | -- | -- | -- | -- | -- | ----- | --------- |
| 1  | Garry Kasparov (Liên Xô)         | 2675   | - | ½ | ½ | ½ | ½ | ½ | 1 | 1 | 1 | 1  | 1  | 1  | 1  | ½  | 10    |           |
| 2  | Alexander Beliavsky (Liên Xô)    | 2620   | ½ | - | 1 | ½ | 1 | 1 | 0 | 0 | 1 | 1  | 0  | 1  | ½  | 1  | 8½    |           |
| 3  | Mikhail Tal (Liên Xô)            | 2610   | ½ | 0 | - | ½ | ½ | ½ | 1 | ½ | ½ | 1  | 1  | ½  | 1  | ½  | 8     | 48.00     |
| 4  | Ulf Andersson (Thụy Điển)        | 2610   | ½ | ½ | ½ | - | 0 | ½ | 1 | ½ | ½ | ½  | 1  | 1  | ½  | 1  | 8     | 47.50     |
| 5  | Efim Geller (Liên Xô)            | 2565   | ½ | 0 | ½ | 1 | - | ½ | ½ | 0 | 1 | 1  | ½  | ½  | 1  | ½  | 7½    | 46.50     |
| 6  | Guillermo Garcia Gonzales (Cuba) | 2500   | ½ | 0 | ½ | ½ | ½ | - | 1 | 1 | 0 | 1  | 1  | ½  | 0  | 1  | 7½    | 45.25     |
| 7  | Jacob Murey (Israel)             | 2500   | 0 | 1 | 0 | 0 | ½ | 0 | - | 1 | ½ | ½  | ½  | ½  | 1  | 1  | 6½    |           |
| 8  | Gyula Sax (Hungary)              | 2560   | 0 | 1 | ½ | ½ | 1 | 0 | 0 | - | ½ | ½  | 0  | ½  | ½  | 1  | 6     | 37.50     |
| 9  | Larry Christiansen (Mỹ)          | 2505   | 0 | 0 | ½ | ½ | 0 | 1 | ½ | ½ | - | 0  | ½  | ½  | 1  | 1  | 6     | 34.25     |
| 10 | Dragoljub Velimirović (Nam Tư)   | 2495   | 0 | 0 | 0 | ½ | 0 | 0 | ½ | ½ | 1 | -  | ½  | 1  | 1  | ½  | 5½    |           |
| 11 | John van der Wiel (Hà Lan)       | 2520   | 0 | 1 | 0 | 0 | ½ | 0 | ½ | 1 | ½ | ½  | -  | ½  | 0  | ½  | 5     | 31.25     |
| 12 | Florin Gheorghiu (Romania)       | 2535   | 0 | 0 | ½ | 0 | ½ | ½ | ½ | ½ | ½ | 0  | ½  | -  | 1  | ½  | 5     | 29.25     |
| 13 | Ruben Rodríguez (Philippines)    | 2415   | 0 | ½ | 0 | ½ | 0 | 1 | 0 | ½ | 0 | 0  | 1  | 0  | -  | 1  | 4½    |           |
| 14 | Miguel Quinteros (Argentina)     | 2520   | ½ | 0 | ½ | 0 | ½ | 0 | 0 | 0 | 0 | ½  | ½  | ½  | 0  | -  | 3     |           |
Tal và Andersson đã đấu một trận playoff ở Malmö để giành vị trí dự bị cho Giải đấu Ứng viên. Trận đấu kết thúc 3-3; Tal trở thành người dự bị đầu tiên vì điểm số phụ của ông tốt hơn trong giải chính, nhưng cuối cùng giải không cần đến dự bị này.
|    |                                  | Rating | 1 | 2 | 3 | 4 | 5 | 6 | 7 | 8 | 9 | 10 | 11 | 12 | 13 | 14 | Total | Tie break |
| -- | -------------------------------- | ------ | - | - | - | - | - | - | - | - | - | -- | -- | -- | -- | -- | ----- | --------- |
| 1  | Lajos Portisch (Hungary)         | 2625   | - | ½ | 1 | ½ | 0 | ½ | 0 | 1 | 1 | 1  | ½  | 1  | 1  | ½  | 8½    | 51.75     |
| 2  | Eugenio Torre (Philippines)      | 2535   | ½ | - | ½ | 0 | ½ | 1 | 1 | ½ | ½ | ½  | 1  | ½  | 1  | 1  | 8½    | 51.00     |
| 3  | Boris Spassky (Pháp)             | 2610   | 0 | ½ | - | ½ | ½ | ½ | ½ | ½ | ½ | 1  | 1  | 1  | ½  | 1  | 8     |           |
| 4  | Igor Ivanov (Canada)             | 2505   | ½ | 1 | ½ | - | ½ | ½ | ½ | ½ | ½ | ½  | 1  | ½  | 0  | 1  | 7½    | 48.00     |
| 5  | Artur Yusupov (Liên Xô)          | 2555   | 1 | ½ | ½ | ½ | - | ½ | ½ | ½ | ½ | 0  | ½  | 1  | ½  | 1  | 7½    | 46.00     |
| 6  | Lev Polugaevsky (Liên Xô)        | 2610   | ½ | 0 | ½ | ½ | ½ | - | 1 | ½ | ½ | ½  | ½  | ½  | 1  | 1  | 7½    | 44.50     |
| 7  | Yasser Seirawan (Mỹ)             | 2595   | 1 | 0 | ½ | ½ | ½ | 0 | - | 0 | 1 | 1  | ½  | ½  | 1  | 1  | 7½    | 44.25     |
| 8  | John Nunn (Anh)                  | 2565   | 0 | ½ | ½ | ½ | ½ | ½ | 1 | - | ½ | ½  | ½  | ½  | ½  | 1  | 7     |           |
| 9  | Yuri Balashov (Liên Xô)          | 2555   | 0 | ½ | ½ | ½ | ½ | ½ | 0 | ½ | - | 1  | 0  | 1  | ½  | 1  | 6½    | 38.00     |
| 10 | András Adorján (Hungary)         | 2510   | 0 | ½ | 0 | ½ | 1 | ½ | 0 | ½ | 0 | -  | 1  | ½  | 1  | 1  | 6½    | 36.75     |
| 11 | Krunoslav Hulak (Nam Tư)         | 2495   | ½ | 0 | 0 | 0 | ½ | ½ | ½ | ½ | 1 | 0  | -  | ½  | ½  | 1  | 5½    |           |
| 12 | Jorge Rubinetti (Argentina)      | 2415   | 0 | ½ | 0 | ½ | 0 | ½ | ½ | ½ | 0 | ½  | ½  | -  | ½  | 0  | 4     | 27.00     |
| 13 | Amador Rodríguez Céspedes (Cuba) | 2480   | 0 | 0 | ½ | 1 | ½ | 0 | 0 | ½ | ½ | 0  | ½  | ½  | -  | 0  | 4     | 26.75     |
| 14 | Bachar Kouatly (Lebanon)         | 2440   | ½ | 0 | 0 | 0 | 0 | 0 | 0 | 0 | 0 | 0  | 0  | 1  | 1  | -  | 2½    |           |

## Giải đấu Ứng viên 1983/84
Sáu người vượt qua các giải đấu liên khu vực cùng với Viktor Korchnoi và Robert Hübner, hai kỳ thủ lọt vào chung kết giải đấu Ứng viên trước (Giải vô địch cờ vua thế giới 1981). Tám kỳ thủ đấu loại trực tiếp. Người chiến thắng là Garry Kasparov.
|  |                                     |                     |                 |                      |                |                |                |                           |                |    |           |           |           |
|  | Tứ kết                              | Tứ kết              | Tứ kết          |                      |                | Bán kết        | Bán kết        | Bán kết                   |                |    | Chung kết | Chung kết | Chung kết |
|  | Tứ kết                              | Tứ kết              | Tứ kết          |                      |                | Bán kết        | Bán kết        | Bán kết                   |                |    | Chung kết | Chung kết | Chung kết |
|  | Moskva, 1983                        |                     |                 |                      |                |                |                |                           |                |    |           |           |           |
|  |                                     |                     |                 |                      |                |                |                |                           |                |    |           |           |           |
|  | Garry Kasparov                      | Garry Kasparov      | 6               |                      |                |                |                |                           |                |    |           |           |           |
|  | Garry Kasparov                      | Garry Kasparov      | 6               | London, Nov–Dec 1983 |                |                |                |                           |                |    |           |           |           |
|  | Alexander Beliavsky                 | Alexander Beliavsky | 3               |                      |                |                |                |                           |                |    |           |           |           |
|  | Alexander Beliavsky                 | Alexander Beliavsky | 3               |                      |                | Garry Kasparov | Garry Kasparov | 7                         |                |    |           |           |           |
|  | Bad Kissingen, 1983                 |                     |                 |                      |                | Garry Kasparov | Garry Kasparov | 7                         |                |    |           |           |           |
|  |                                     |                     | Viktor Korchnoi | Viktor Korchnoi      | 4              |                |                |                           |                |    |           |           |           |
|  | Lajos Portisch                      | Lajos Portisch      | Viktor Korchnoi | Viktor Korchnoi      | 4              | 3              |                |                           |                |    |           |           |           |
|  | Lajos Portisch                      | Lajos Portisch      |                 |                      |                | 3              |                | Vilnius, March–April 1984 |                |    |           |           |           |
|  | Viktor Korchnoi                     | Viktor Korchnoi     | 6               |                      |                |                |                |                           |                |    |           |           |           |
|  | Viktor Korchnoi                     | Viktor Korchnoi     | 6               |                      |                |                |                | Garry Kasparov            | Garry Kasparov | 8½ |           |           |           |
|  | Alicante, 1983                      |                     |                 |                      |                |                |                | Garry Kasparov            | Garry Kasparov | 8½ |           |           |           |
|  |                                     |                     |                 |                      | Vasily Smyslov | Vasily Smyslov | 4½             |                           |                |    |           |           |           |
|  | Zoltán Ribli                        | Zoltán Ribli        | 6               |                      | Vasily Smyslov | Vasily Smyslov | 4½             |                           |                |    |           |           |           |
|  | Zoltán Ribli                        | Zoltán Ribli        | 6               | London, Nov–Dec 1983 |                |                |                |                           |                |    |           |           |           |
|  | Eugenio Torre                       | Eugenio Torre       | 4               |                      |                |                |                |                           |                |    |           |           |           |
|  | Eugenio Torre                       | Eugenio Torre       | 4               |                      |                | Zoltán Ribli   | Zoltán Ribli   | 4½                        |                |    |           |           |           |
|  | Velden am Wörther See, Mar–Apr 1983 |                     |                 |                      |                | Zoltán Ribli   | Zoltán Ribli   | 4½                        |                |    |           |           |           |
|  |                                     |                     | Vasily Smyslov  | Vasily Smyslov       | 6½             |                |                |                           |                |    |           |           |           |
|  | Robert Hübner                       | Robert Hübner       | Vasily Smyslov  | Vasily Smyslov       | 6½             | 7              |                |                           |                |    |           |           |           |
|  | Robert Hübner                       | Robert Hübner       |                 |                      |                |                |                |                           |                |    |           |           |           |
|  | Vasily Smyslov                      | Vasily Smyslov      | 7               |                      |                |                |                |                           |                |    |           |           |           |
|  | Vasily Smyslov                      | Vasily Smyslov      | 7               |                      |                |                |                |                           |                |    |           |           |           |
|  |                                     |                     |                 |                      |                |                |                |                           |                |    |           |           |           |

Trận đấu Smyslov–Hübner ban đầu hòa 5-5. Sau khi chơi bốn ván bổ sung mà không ai thắng, trận đấu đã được giải quyết bằng quay roulette.

### Tranh cãi
Chính trị đe dọa trận bán kết của Kasparov với Viktor Korchnoi dự kiến sẽ được chơi ở Pasadena, California. Korchnoi đã đào thoát khỏi Liên Xô năm 1976, và lúc đó là kỳ thủ còn thi đấu mạnh nhất ngoài Liên Xô. Nhiều hành động chính trị khác nhau đã ngăn Kasparov đấu với Korchnoi ở Hoa Kỳ và Kasparov đã định bỏ trận đấu. Vấn đề này được giải quyết khi Korchnoi đồng ý cho trận đấu diễn ra ở London, cùng với trận Vasily Smyslov và Zoltán Ribli. Trận đấu Korchnoi-Kasparov đã được Raymond Keene tổ chức trong một thời gian rất ngắn. Kasparov thua ván đầu tiên, nhưng sau đó thắng bốn, chiến thắng trận đấu với tỉ số 7-4.

## Trận tranh chức vô địch thế giới 1984
|                | Rating | 1 | 2 | 3 | 4 | 5 | 6 | 7 | 8 | 9 | 10 | 11 | 12 | 13 | 14 | 15 | 16 | 17 | 18 | 19 | 20 | 21 | 22 | 23 | 24 | 25 | 26 | 27 | 28 | 29 | 30 | 31 | 32 | 33 | 34 | 35 | 36 | 37 | 38 | 39 | 40 | 41 | 42 | 43 | 44 | 45 | 46 | 47 | 48 | Wins | Wins | Total |
| -------------- | ------ | - | - | - | - | - | - | - | - | - | -- | -- | -- | -- | -- | -- | -- | -- | -- | -- | -- | -- | -- | -- | -- | -- | -- | -- | -- | -- | -- | -- | -- | -- | -- | -- | -- | -- | -- | -- | -- | -- | -- | -- | -- | -- | -- | -- | -- | ---- | ---- | ----- |
| Anatoly Karpov | 2700   | ½ | ½ | 1 | ½ | ½ | 1 | 1 | ½ | 1 | ½  | ½  | ½  | ½  | ½  | ½  | ½  | ½  | ½  | ½  | ½  | ½  | ½  | ½  | ½  | ½  | ½  | 1  | ½  | ½  | ½  | ½  | 0  | ½  | ½  | ½  | ½  | ½  | ½  | ½  | ½  | ½  | ½  | ½  | ½  | ½  | ½  | 0  | 0  | 5    | 5    | 25    |
| Garry Kasparov | 2710   | ½ | ½ | 0 | ½ | ½ | 0 | 0 | ½ | 0 | ½  | ½  | ½  | ½  | ½  | ½  | ½  | ½  | ½  | ½  | ½  | ½  | ½  | ½  | ½  | ½  | ½  | 0  | ½  | ½  | ½  | ½  | 1  | ½  | ½  | ½  | ½  | ½  | ½  | ½  | ½  | ½  | ½  | ½  | ½  | ½  | ½  | 1  | 1  | 3    | 3    | 23    |
Trận tranh chức vô địch giữa Karpov và Kasparov có nhiều tình huống trồi sụt, và kết thúc gây tranh cãi lớn. Karpov khởi đầu với phong độ rất tốt, và sau chín ván đấu, Kasparov đã bị hạ 4–0 trong một trận đấu "ai thắng 6 ván đầu tiên sẽ thắng cả trận". Những kỳ thủ khác dự đoán Karpov sẽ thắng Kasparov 6–0 trong vòng 18 ván đấu.
Nhưng Kasparov đã kiên trì ẩn mình và hòa với Karpov tới 17 trận liên tiếp. Kasparov thua ván 27, sau đó hai người tiếp tục chuỗi một loạt trận hòa khác cho đến ván 32, ván thắng đầu tiên của Kasparov trước Nhà đương kim vô địch thế giới. Tiếp theo là 14 trận hòa liên tiếp khác, cho đến hết ván 46. Độ dài kỷ lục trước đó cho một trận tranh chức vô địch thế giới là 34 trận, trận đấu năm 1927 giữa José Capablanca và Alexander Alekhine, cũng diễn ra theo thể thức "ai thắng 6 vàn trước là thắng". Ván 47 và 48 đều là người thách thức giành chiến thắng, khiến tỉ số 5–3 nghiêng về Karpov và kết quả cuối cùng trở nên kém chắc chắn hơn nhiều.
Sau đó, trận đấu được tuyên bố là kết thúc mà không có kết quả bởi Florencio Campomanes, Chủ tịch Liên đoàn Cờ vua Thế giới, và một trận đấu mới được thông báo sẽ bắt đầu sau đó vài tháng. Việc chấm dứt trận đấu gây tranh cãi vì cả hai kỳ thủ đều nói rằng họ muốn trận đấu tiếp tục. Thông báo về quyết định của mình trong một cuộc họp báo, Campomanes trích dẫn rằng sức khỏe của các cầu thủ đã bị giảm sút do thời gian của trận đấu (5 tháng: 10 tháng 9 năm 1984 đến 8 tháng 2 năm 1985).
Trận đấu bắt đầu lại (Giải vô địch cờ vua thế giới 1985) với giới hạn 24 ván, và nhà vô địch (Karpov) sẽ giữ được danh hiệu của mình nếu trận đấu hòa 12–12. Vì hai điểm dẫn đầu của Karpov từ trận đấu năm 1984 đã bị xóa sổ, nên Karpov được quyền yêu cầu trận tái đấu (Giải vô địch cờ vua thế giới 1986) nếu thua.
Trận đấu này trở thành trận đấu vô địch thế giới đầu tiên và duy nhất cho đến nay bị hủy bỏ mà không có kết quả. Karpov sau này đã nói rằng, nếu ông thắng trận này với tỷ số 6-0, Kasparov sẽ không bao giờ trở thành nhà vô địch thế giới, vì Kasparov tỏ ra quá cảm tính.